# Metrópolis (DC Comics)

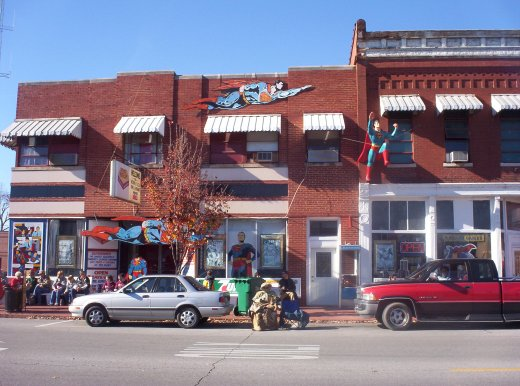
Museu do Superman em Metrópolis, Illinois, Estados Unidos

Metrópolis (no original em inglês: Metropolis) é uma cidade fictícia localizada nos Estados Unidos que aparece nas histórias da DC Comics, sendo o lar do Superman e cenário para a maioria das aventuras do personagem ao longo de décadas.
O co-criador e artista original de Superman, Joe Shuster (1914-1992), inicialmente modelou o visual e o porte de Metrópolis mesclando a cidade de  Toronto, no Canadá, onde nasceu, com a cidade de  Cleveland, no estado de Ohio, nos EUA (Estados Unidos da América), onde viveu a maior parte de sua adolescência e vida adulta. No entanto, estética e visualmente, com o passar do tempo, Metrópolis foi cada vez mais se aproximando de uma versão paralela de Nova York com edifícios altos, possuindo tanto prédios empresariais, quanto comerciais, quanto áreas residenciais , Nova York era a principal referência para a retratação da cidade por parte dos artistas posteriores do personagem Superman, como Wayne Boring e Curt Swan.Shuster se baseou no jornal canadense Toronto Star para criar o Daily Star, cujo editor era George Taylor. 
Na primavera de 1940, o jornal editado por Taylor inexplicavelmente mudou seu nome para Daily Planet. Posteriormente, Perry White substitui Taylor no comando do jornal.
Quando a DC comics fez uso de seu  Multiverso entre o início da década de 1960 e meados da década de 1980, foi declarado que o Daily Star era o jornal da Era de Ouro dos Quadrinhos ou Terra 2, enquanto o Daily Planet foi usado na Era de Prata ou Terra. O Clark Kent da Terra 2, eventualmente, tornou-se o editor-chefe do Daily Star, algo que a sua na Terra 1 contraparte não conseguiu.
A cidade real de Metropolis, Illinois, se proclamou como o "lar" do Superman, e celebram seu herói local como podem.Uma forma de celebração inclui uma grande estatua de Superman na cidade, um pequeno museu Superman, um festival anual Superman, e seu jornal local The Metropolis Planet, baseado no jornal da ficcional Metrópolis, The Daily Planet. Siegel batizou a cidade fictícia como uma homenagem ao filme Metropolis, de Fritz Lang.

## Localização
A primeira aparição da cidade foi em Action Comics #16, em 1939. Como muitas outras cidades ficticias de DC Comics, sua localização foi variando bastante ao longo dos anos. Metrópolis é normalmente representada a maior e mais importante da Costa Leste dos Estados Unidos, localizada provavelmente no região nordeste americana, e, ocasionalmente, é referida como a maior cidade do país.
Já foi dito que Metrópolis é "Nova Iorque durante o dia e Gotham City é a Nova Iorque durante a noite", esta comparação, no geral, é atribuída a Frank Miller. O escritor e editor Dennis O'Neil também disse, figurativamente, que Metrópolis é a Nova Iorque acima da 14th Street, e Gotham City é a Nova Iorque abaixo dela. No entanto, Nova Iorque existe como uma cidade separada de Metrópolis e Gotham City nas HQs.
Um atlas, guia de um RPG do Universo DC, publicado pela Mayfair Games mostrava Metrópolis no estado de Delaware, o que a própria DC também citou na ocasião.
A edição especial, publicada em 2005 Contagem Regressiva para a Crise Infinita localiza Metropolis no Estado de Nova Iorque.
Metrópolis é frequentemente descrita como a uma distância suficiente para ir de carro até Gotham City. A editora, em uma ocasião, citou Gotham como sendo localizada no estado de Nova Jersey, mas, como Metrópolis, sua localização não é permanente. A distância entre as duas cidades já variou desde centenas de milhas até a duas cidades próximas, apenas em lados opostos de um larga baía.
Antes da Crise nas Infinitas Terras, Smallville era mostrada como a uma distância próxima para ir de carro, em relação a Metrópolis, sem uma localização precisa. Desde 1986, é geralmente citada como cidade existente no estado americano do Kansas, onde também está localizado Smallville (o que, de certa forma, é uma incoerência, pois Metrópolis é comumente mostrada como uma cidade litoranêa).
Na série de tv Smallville, Metropólis ou está em Kansas ou um estado vizinho. Em uma entrevista, os criadores de Smallville, dizem que Metropólis está a 160 km, de Smallville. Em um episódio, uma carta é mostrada com as inscrições "Metropolis, KA" sugerindo que a cidade está no Kansas; no entanto, a abreviação postal para Kansas é "KS", e não "KA".
Em uma tira dominical de jornal The World's Greatest Superheroes de 1978 mostra um mapa da costa leste dos Estados Unidos; o mapa localiza Metrópolis em Delaware e Gotham City em Nova Jersey, separadas pela baía de Delaware, com a Ponte Metro-Narrows ligando as duas cidades. Um mapa semelhante apareceu em The New Adventures of Superboy # 22 (Outubro de 1981), com Smallville localizada a uma curta distância de ambas as cidades (nos quadrinhos Pós-Crise, Smallville foi oficialmente transferida para Kansas). O Atlas do Universo DC, de 1990 também coloca Metropolis em Delaware e Gotham City, em Nova Jersey. 
Em 2016, o filme Batman v Superman: Dawn of Justice, do diretor Zack Snyder confirmou que Metropolis e Gotham City serão retratadas como geograficamente situadas uma ao lado da outra, em lados opostos de uma baía, semelhante a Oakland e San Francisco.

## Pontos famosos, monumentos e etc. (pré-Os Novos 52)
- Edifício do Planeta Diário: sede do Planeta Diário (Daily Planet, no original), o jornal mais lido e prestigiado de Metrópolis, no qual Superman (como o repórter Clark Kent), Lois Lane, Perry White e Jimmy Olsen e cia. trabalham; Está localizado no centro da cidade, na Avenida do Amanhã, de frente para o Parque Centenário. É conhecido ainda pelo enorme estrutura em forma de planeta (bem parecido com Saturno), símbolo do jornal, localizado no topo do edifício.
- Avenida do Amanhã: é a principal e mais movimentada via pública de Metrópolis, cortando toda a ilha em que a cidade está localizada. É conhecida por seu intenso e incessante tráfego de veículos e pedestres sempre com pressa.
- Parque Centenário: O "Central Park de Metrópolis", o Parque Centenário é o maior parque público da cidade. Muitas pessoas passeiam por ele todos os dias, sejam os trabalhadores da região que vão ao parque na hora do almoço para comer, ou famílias nos fins de semana. Nele estão localizados uma estátua em homenagem ao Superman (erguida depois da "morte" do herói durante uma épica luta contra o Apocalypse), no centro do parque, e outra do Superboy.
- Praça Glenmorgan: a "Times Square de Metrópolis", a Glenmorgan é um das áreas mais movimentadas da cidade, seja por pedrestres (entre os quais, boa parte são turistas vindos de todas as partes do mundo, uma vez que o local possuí fama internacional) ou pelo intenso tráfego de veículos; Assim como a região de Nova York na qual é baseada, a praça Glenmorgan é formada pela confluência do cruzamento de importantes vias de Metrópolis. Também é localizada no centro da cidade.
- Ponte Metro-Narrows: é a ponte que liga Metrópolis a Gotham City, localizada do outro lado da baía que separa as duas cidades.
- Distrito Financeiro Metro: é o centro financeiro da cidade, onde estão localizados os mais altos arranha-céus de Metrópolis, e onde também estão instaladas as principais instituições financeiras e empresas com sede em Metrópolis.
- Distrito das Maravilhas: vizinho ao Distrito Financeiro da cidade, o chamado "Distrito das Maravilhas" abriga as principais empresas científicas dos EUA e do mundo — responsáveis por inúmeros avanços científicos da era moderna (mostrando o porquê de Metrópolis ter sido apelidada de "A Cidade do Amanhã").
- Torre/Edifício LexCorp: localizado na zona oeste de Metrópolis, é sede da LexCorp, multinacional de Lex Luthor, principal arquinimigo do Superman;
- Steelworks: é o laboratório do Dr. John Henry Irons e no pós-crise, veio para rivalizar LexCorp como o seu alcance expandido em muitas indústrias diferentes. John Henry renomeou a siderurgia Ironworks para promover a si mesmo a partir de sua vida como o super-herói Steel.
- Edifício da Estrela Diária: é o edifício sede do segundo jornal mais lido e famoso de Metrópolis (possuindo, dessa forma, uma épica rivalidade com o Planeta Diário). Também está localizado no centro da cidade.
- Edifício da Revista Newstime: é o edifício da revista mais lida e prestigiada de Metropolis. Clark Kent já trabalhou nesta revista como editor.
- WGBS-TV:  principal emissora de tv da (GBS) rede de televisão Galaxy Broadcasting System, ambas subsidiárias do conglomerado de mídia Galaxy Communications. É uma das principais redes de televisão do Universo DC, e normalmente utilizada em qualquer história que uma estação de televisão é necessária ou mostrada.
- Prefeitura de Metrópolis: o edifício da prefeitura da cidade, é onde o prefeito de Metrópolis trabalha.
- Universidade de Metrópolis: considerada nas HQs uma das mais avançadas e prestigiadas universidades do mundo, é conhecida por ser o "lar das mentes do amanhã".
- Edifício Sullivan: é um prédio residencial onde está localizado o apartamento em que Clark Kent e Lois Lane, casados, moram.
- Departamento de Polícia de Metropolis: chefiado pelo Comissário William Henderson, possui uma Unidade de Crimes Especiais dedicada a defender a cidade contra ameaças sobre-humanas em caso de Superman estiver ausente. A unidade é dirigida por Maggie Sawyer e Dan Turpin, ambos os quais mantem contato freqüente com o Homem de Aço.
- Ilha Stryker: é onde está localizado o presídio Stryker, um presídio de segurança máxima de renome mundial, onde estão muitos dos criminosos da cidade;
- Ás de Paus: Localizado na chamada "Avenidade do Ontem", na zona leste da cidade, é uma região boêmia de Metrópolis.
- Beco do Suicídio: região localizada na periferia de Metrópolis, é o local mais "barra-pesada" da cidade, onde acontecem a maioria dos crimes nela cometidos;
- Estádio Esportivo Shuster: É um estádio sede do "Meteoros de Metrópolis", principal e mais popular time de basebol da cidade. Os rivais dos Meteoros são os "Monarcas de Metrópolis".
- Arena Shuster: É uma arena esportiva que é a sede dos "Generais de Metrópolis", principal time de basquetebol da cidade. É possivelmente também a sede do time de hóquei no gelo "Mamutes de Metrópolis".
- Estádio Esportivo Luthordome: É o estádio sede do time de futebol americano "Tubarões de Metrópolis", um time de futebol profissional introduzido na série de TV Smallville. É de propriedade da LexCorp.